# Stephen Kappes
Stephen R. Kappes (* 22. August 1951) war vom 24. Juli 2006 bis 14. April 2010 leitender Direktor des Nachrichtendienstes der US-Regierung.

## Leben
Stephen R. Kappes war ab 2006 leitender Direktor der Central Intelligence Agency (CIA). Sein Amt übernahm er von Vizeadmiral Albert M. Calland III., zu dem er vom ehemaligen Direktor des Nationalen Nachrichtendienstes John Negroponte berufen wurde. Dieser Vorgang verdeutlichte die Tatsache, dass die CIA nicht mehr länger eine unabhängige ausführende Unterbehörde ist, sondern schnell zu einer untergeordneten Stelle der Behörde DNI wurde. Es war der Beharrlichkeit von Negroponte zu verdanken, dass die CIA in seinem Amtsbereich und unter seine Kontrolle fiel, obwohl die Reformen des Nachrichtendienstes an der Absicht festhielten, dass die ODNI keiner Verwaltungsaufsicht innerhalb einer Behörde im Bereich der US-Nachrichtendienste unterliegen sollte. Kappes und sein Direktor General Michael V. Hayden, der zum Untergebenen Negropontes wurde, schlossen die Übernahme der CIA ab, die Direktor Goss zu verhindern versuchte, seit die Reformen der Nachrichtendienste im Dezember 2004 in Kraft traten.

Symbol der CIA

Kappes trat 1981 in die CIA ein, nachdem er von 1976 bis 1981 als Offizier im Marine Corps gedient hatte. Er war ein mit Sternen ausgezeichneter Marineinfanterist, der an die Spitze jener legendären Streitkraft aufgestiegen war. Seine Spitzenfunktion war die eines befehlsführenden Offiziers in den USMC Durchführungstruppe, die manchmal auch verächtlich als die „Hampelmänner der Marine“ bezeichnet wurden. Kappes war befehlsführender Offizier der Team der „stillen Ausbildung“, die freitags vom Frühling bis Sommer in den Marinekasernen in Washington, D.C. stattfanden, um ein Anziehungspunkt für Horden von Touristen in der Großstadt zu sein.
Er hielt zahlreiche Einsatz- und Verwaltungsfunktionen in den CIA-Hauptquartieren und in Übersee inne, diente als leitender Direktor und persönlicher Mitarbeiter des ehemaligen Stellvertretenden Direktors für Operationen (DDO), James Pavitt, und später selber als DDO, nachdem Pavitt im August 2004 ausgeschieden war. In dieser Zeit des Attentats am 11. September war Kappes der verantwortliche stellvertretende Direktor für Spionageabwehr. Er war mit der Führung des Abschirmdienstapparates innerhalb der CIA beauftragt und für einige die Überprüfung und die katastrophale Auswertung von Nachrichtendiensteninformationen verantwortlich war, die sich auch Personenerkennungen beinhalteten. Es ist unbestritten, dass die Auswertungen dieser Ergebnisse zu bedeutende Schlussfolgerungen hätten führen müssen, die wichtige Informationen über die Vereinigten Staaten und seine nationale Sicherheitsbemühungen beinhaltet hätten. Diese Fehler warfen die Vereinigten Staaten um Jahre zurück, um Entwicklungen in diesen Bereichen zu verfolgen.
Kappes diente auch in Moskau und in Pakistan. Am Ende seiner Amtszeit in der CIA arbeitete er mit dem Britischen Geheimen Nachrichtendienst um Verhandlungen mit Libyen zu führen, die nach der Invasion amerikanischer und britischer Truppen im Irak folgten, um das Regime von Saddam Hussein zu stürzen. Es ist der britischen Initiative zu verdanken, dass die CIA eingeladen wurde sich den Briten anzuschließen und an der Kappes auch sich beteiligte. Er konnte mit den Libyern nicht frei verhandeln, sondern hatte äußerst detaillierte Vorgaben und Anweisungen, die von oberster Stelle der US-Regierung überprüft wurden und vom Nationalen Sicherheitsberater und Außenminister Colin Powell stammten und die schließlich zum Ende des Kampagne zur Vernichtung der Massenvernichtungswaffen in den sogenannten Schurkenstaaten führte. In diesem Zusammenhang zu behaupten, dass „Kappes mit Präsident Bush“ zusammengearbeitet hätte, ignoriert die Rolle eines Nachrichtenoffiziers innerhalb des politischen Regierungssystems der Vereinigten Staaten und wird der Bedeutung des Präsidenten nicht gerecht. Eine untergeordnete ausführende Stelle, die unterhalb der ADDO innerhalb der CIA angesiedelt ist, kann sicherlich Berichte geliefert oder den Präsidenten unterrichtet haben. Es ist aber falsch anzunehmen, der Präsident habe mit POTUS „zusammengearbeitet“.

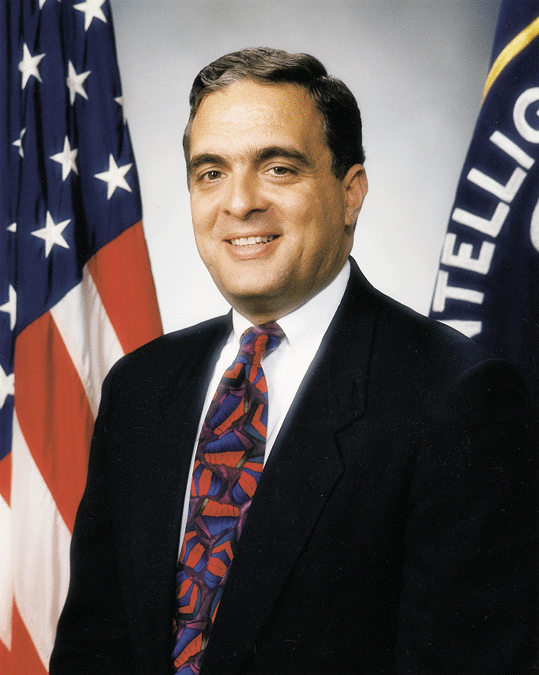
George Tenet

Kappes wurde zum Deputy Director for Operations (DDO) der CIA ernannt, als George Tenet am 4. Juni 2004 ausschied, nachdem er einen Tag zuvor seinen Rücktritt als Direktor erklärt hatte. Pavitt verkündete seinen Rücktritt ebenfalls am 4. Juni, das Tenet veranlasste noch am selben Tag im Gegenzug Kappes als seinen Nachfolger der Öffentlichkeit vorzustellen. Dieser Vorgang ist für Washington äußerst ungewöhnlich. Kappes trat seine Stelle in der DDO im August 2004 an ohne zuvor Rücksprache mit Porter Goss zu halten, den der Präsidenten für die DCI-Stelle nominiert hatte.
Beide, Kappes und Pavitt, überwachten die Abteilung der CIA für Operationen während der widersprüchlichen Berichte über Irak und seinen Massenvernichtungswaffen. Es wurde berichtet, dass Kappes ein geheimes CIA-Programm zur Ergreifung von Terroristen von Anfang an ablehnte. Er führte sein Amt in einem Stil, das von Furcht und Erpressung geprägt war. Als ehemaliger Vorgesetzter der CI in der CIA überwachte jede Untat und jeden Fehltritt seiner CIA Offiziere und nutzte dieses Wissen um seine Macht in einer Weise zu bewahren, die einen J. Edgar Hoover mit Stolz erfüllt hätte. Er verbrachte den größten Teil seines Arbeitstages damit die aktuellen E-Mails seiner Offiziere mit einem Programm durchzulesen, die die CIA anstelle von CI Nachforschungen verwendete. Er war DDO, bis er und seine stellvertretende Offiziere von Goss und seinen Mitarbeitern der falschen Informationsverbreitung wurde. Es wurde ihm auch eine Verschwörung vorgeworfen, weil er versuchte Einfluss auf Kongressmitglieder zu nehmen, das Informationsmonopol über Aktivitäten der CIA ausschließlich Mechanismen der Nationalen Sicherheitsverordnung und vorbei an Kongressausschüssen zu übertragen. Hierzu ließ er Berichte über Interessen und Neigungen der Kongressmitglieder führen und weigerte sich auch Kongressmitglieder mit Befugnissen in der CIA-Struktur auszustatten.

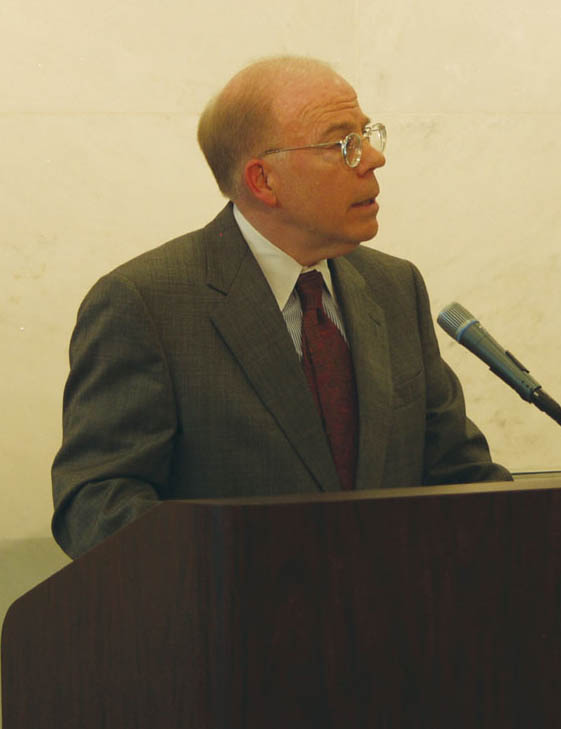
John E. McLaughlin

Er trat im November 2006 als DDO zurück, nachdem er sich geweigert hatte einer Anweisung des DCI John E. McLaughlin nachzukommen. John E. McLaughlin übernahm sein Amt noch in derselben Woche, in der es Kappes verließ. Dieser Vorgang verschärften die Gerüchte um Führungsprobleme von Goss.
In der Presse wurde breit darüber berichtet, dass Kappes die Behörde eher verlassen würde als die Anweisung von Goss auszuführen und überließ dies seinem Stellvertreter Michael Sulick. Es wurde ebenfalls berichtet, dass dieses das Ergebnis war, weil der oberste Mitarbeiterstab Mary Margaret Graham verwarnt hatte vertrauliche Informationen preiszugeben. Einigen neuen Berichten entsprechend hatte sich Sulick ein heftiges Wortgefecht mit dem obersten Mitarbeiterstab von Goss geliefert. Dieses Wortgefecht wäre von Sulick und Kappes beabsichtigt gewesen und sollte dazu dienen, gegen den US-Kongress geplante Aktionen der CIA zu vertuschen, die von Goss und seinem obersten Mitarbeiterstab vereitelt wurden. Mary Margaret Graham beteiligte sich aus freien Stücken in dieser Affaire.

### Englisch
- CIA press release with a brief biography (Memento vom 23. Juni 2004 im Internet Archive)[ ]
- CIA official biography (Memento vom 12. September 2006 im Internet Archive)
- New York Times article on appointment of Kappes, May 30, 2006
- Washington Post: Kappes is Expected to Boost CIA Morale, June 19, 2006

### Deutsch
- Bericht im Stern: Krieg in der CIA
- Abendblatt: Die CIA – ein Hornissennest
- Malte Lehming: Tagesspiegel: Ein unheimlicher Geheimdienst Aus der Fehde ist ein offener Krieg geworden. In: Tagesspiegel. 21. November 2004 (archive.org).

| Personendaten    | Personendaten                                                                      |
| ---------------- | ---------------------------------------------------------------------------------- |
| NAME             | Kappes, Stephen                                                                    |
| ALTERNATIVNAMEN  | Kappes, Stephen R.                                                                 |
| KURZBESCHREIBUNG | US-amerikanischer Offizier und Geheimdienstmitarbeiter, leitender Direktor der CIA |
| GEBURTSDATUM     | 22. August 1951                                                                    |